# Franklin Delano Roosevelt Airport
Franklin Delano Roosevelt Airport (IATA:EUX, ICAO:TNCE) är en flygplats på Sint Eustatius i Karibiska Nederländerna. Den öppnades 1946 som "Golden Rock Airport" och döptes senare om efter Franklin Delano Roosevelt.
Den är byggd för att ta emot mindre flygplan, 2018 var den största flygplanstypen som trafikerade flygplatsen ATR 42. En liten terminalbyggnad tar hand om passagerare och bagage och tjänar också som tullområde. Flygplatsen saknar kontrolltorn.